# Klagenfurt-Land
Bezirk Klagenfurt-Land là một huyện của bang
Carinthia ở Áo.

## Các đô thị
Các thị xã (Städte) bằng chữ đậm; các phố thị (Marktgemeinden) bằng chữ xiên, các khu ngoại ô, làng và các đơn vị khác của một đô thị được hiển thị bằngchữ nhỏ.
- Ebenthal (2)
  - Aich an der Straße, Berg, Ebenthal, Goritschach, Gradnitz, Gurnitz, Haber, Hinterberg, Kohldorf, Kosasmojach, Kossiach, Kreuth, Lipizach, Mieger, Moosberg, Niederdorf, Obermieger, Obitschach, Pfaffendorf, Priedl, Radsberg, Rain, Reichersdorf, Rosenegg, Rottenstein, Saager, Sabuatach, Schwarz, Tutzach, Untermieger, Werouzach, Zell, Zetterei, Zwanzgerberg
- Feistritz im Rosental (3)
  - Bärental, Feistritz im Rosental, Hundsdorf, Matschach, Rabenberg, St. Johann im Rosental, Suetschach, Weizelsdorf, Ladinach, Polana, Sala
- Ferlach (1)
  - Babniak, Bodental, Dörfl, Dornach, Ferlach, Glainach, Görtschach, Jaklin, Kappel an der Drau, Kirschentheuer, Laak, Laiplach, Loibltal, Otrouza, Rauth, Reßnig, Seidolach, Singerberg, Strau, Strugarjach, Tratten, Unterbergen, Unterferlach, Unterglainach, Unterloibl, Waidisch, Windisch Bleiberg
- Grafenstein (4)
  - Aich, Althofen, Dolina, Froschendorf, Grafenstein, Gumisch, Haidach, Hum, Klein Venedig, Lind, Münzendorf, Oberfischern, Oberwuchel, Pakein, Pirk, Replach, Saager, Sabuatach, Sand, Schloss Rain, Schulterndorf, Skarbin, St. Peter, Tainacherfeld, Thon, Truttendorf, Unterfischern, Unterwuchel, Werda, Wölfnitz, Zapfendorf
- Keutschach am See (7)
  - Dobein, Dobeinitz, Höflein, Höhe, Keutschach, Leisbach, Linden, Pertitschach, Plaschischen, Plescherken, Rauth, Reauz, Schelesnitz, St. Margarethen, St. Nikolai
- Köttmannsdorf (8)
  - Aich, Am Teller, Gaisach, Göriach, Hollenburg, Köttmannsdorf, Lambichl, Mostitz, Neusaß, Plöschenberg, Preliebl, Rotschitzen, Schwanein, St. Gandolf, St. Margarethen, Thal, Trabesing, Tretram, Tschachoritsch, Tschrestal, Unterschloßberg, Wegscheide, Wurdach
- Krumpendorf (9)
  - Görtschach, Krumpendorf, Nußberg, Pritschitz, Tultschnig
- Ludmannsdorf (10)
  - Bach, Edling, Fellersdorf, Franzendorf, Großkleinberg, Ludmannsdorf, Lukowitz, Moschenitzen, Muschkau, Niederdörfl, Oberdörfl, Pugrad, Rupertiberg, Selkach, Strein, Wellersdorf, Zedras
- Magdalensberg (11)
  - Christofberg, Deinsdorf, Dürnfeld, Eibelhof, Eixendorf, Farchern, Freudenberg, Gammersdorf, Geiersdorf, Göriach, Gottesbichl, Großgörtschach, Gundersdorf, Haag, Hollern, Kleingörtschach, Kreuzbichl, Kronabeth, Lassendorf, Latschach, Leibnitz, Magdalensberg, Matzendorf, Ottmanach, Pirk, Pischeldorf, Portendorf, Reigersdorf, Schöpfendorf, Sillebrücke, St. Lorenzen, St. Martin, St. Thomas, Stuttern, Timenitz, Treffelsdorf, Vellach, Wutschein, Zeiselberg, Zinsdorf
- Maria Rain (12)
  - Angern, Angersbichl, Ehrensdorf, Göltschach, Haimach, Maria Rain, Nadram, Oberguntschach, Obertöllern, Saberda, St. Ulrich, Stemeritsch, Strantschitschach, Toppelsdorf, Tschedram, Unterguntschach,Untertöllern
- Maria Saal (5)
  - Arndorf, Bergl, Dellach, Gröblach, Hart, Höfern, Judendorf, Kading, Karnburg, Kuchling, Lind, Maria Saal, Meilsberg, Meiselberg, Möderndorf, Poppichl, Poppichl, Pörtschach am Berg, Possau, Prikalitz, Ratzendorf, Rosendorf, Rotheis, Sagrad, St. Michael am Zollfeld, Stegendorf, Stuttern, Techmannsdorf, Thurn, Töltschach, Treffelsdorf, Walddorf, Willersdorf, Winklern, Wrießnitz, Wutschein, Zell, Zollfeld
- Maria Wörth (13)
  - Maiernigg, Maria Wörth, Oberdellach, Raunach, Reifnitz, Sekirn, St. Anna, Unterdellach
- Moosburg (6)
  - Ameisbichl, Arlsdorf, Bärndorf, Dellach, Faning, Freudenberg, Gabriel, Goritschitzen, Gradenegg, Hohenfeld, Knasweg, Knasweg, Krainig, Kreggab, Malleberg, Moosburg, Nußberg, Obergöriach, Polan, Prosintschach, Ratzenegg, Rosenau, Seigbichl, Simislau, St. Peter, Stallhofen, Tigring, Tuderschitz, Untergöriach, Unterlinden, Vögelitz, Wielen, Windischbach, Windischbach-Gegend, Witsch, Witsch, Ziegelsdorf
- Poggersdorf (14)
  - Ameisbichl, Annamischl, Eibelhof, Eiersdorf, Erlach, Goritschach, Haidach, Kreuth, Kreuzergegend, Krobathen, Lanzendorf, Leibsdorf, Linsenberg, Pischeldorf, Poggersdorf, Pubersdorf, Rain, Raunachmoos, St. Johann, St. Michael ob der Gurk, Ströglach, Wabelsdorf, Wirtschach
- Pörtschach am Wörthersee (15)

| edit | Các thành phố và huyện (Bezirke) của Kärnten | Flag of Austria |
| \| \| Klagenfurt am Wörthersee \\| Villach Feldkirchen \\| Hermagor \\| Klagenfurt-Land \\| Spittal an der Drau \\| St. Veit an der Glan \\| Villach-Land \\| Völkermarkt \\| Wolfsberg \| | |                 |
| Carinthia map | Klagenfurt am Wörthersee \| Villach Feldkirchen \| Hermagor \| Klagenfurt-Land \| Spittal an der Drau \| St. Veit an der Glan \| Villach-Land \| Völkermarkt \| Wolfsberg |                 |